# Tōru Hashimoto
Pour les articles homonymes, voir Hashimoto.
Tōru Hashimoto (橋下 徹, Hashimoto Tōru) est un avocat japonais, une vedette de la télévision, le gouverneur de la préfecture d’Osaka de 2008 à 2011 et le maire de la ville d'Osaka de 2011 à 2015. Il est également un des fondateurs du Parti japonais de l'innovation.

## Biographie avant l’entrée en politique
Toru Hashimoto est né le 29 juin 1969 à Tokyo. À la mort de son père, sa famille vint s’installer à Osaka alors qu'il était encore à l'école primaire. Il semble que ce furent des années pénible dans un quartier difficile. En raison de différents tabous concernant les burakumins, il est difficile pour la presse japonaise d'aborder la question de la jeunesse et des origines familiales de Toru Hashimoto.
Hashimoto fut membre de l’équipe de rugby du Lycée Préfectoral Kitano (大阪府立北野高等学校), une école prestigieuse d’Osaka, et ils remportèrent plusieurs fois le championnat régional d’Osaka.
Hashimoto est licencié en Sciences politiques et économiques de l’Université Waseda (1994). Quelques mois après être sorti de son université, il passa le concours d’entrée au barreau, un concours extrêmement sélectif au Japon. Il ouvrit son cabinet en 1998. Après être apparu dans plusieurs programmes de télévision du Kansai, Hashimoto rejoignit l’équipe de la célèbre émission Gyōretsu no Dekiru Hōritsu Sōdanjo (行列のできる法律相談所, « Le Centre de Conseils judiciaires pour lequel on fait la queue »), où sa faconde et son humour purent se déployer et firent de lui une vedette du petit écran.
Hashimoto est marié ; il a trois fils et quatre filles.

### Controverses
Dans un pays où le sujet est parfois tabou, il a appelé pour que le Japon s’arme de la bombe atomique.
En 2007, Hashimoto a critiqué lors d’un programme télévisé (Takajin no Sokomade Itte Iinkai) la stratégie des avocats de la défense d’un assassin lors d'un procès célèbre, et il a appelé le public à pétitionner et demander une punition pour eux. Plus de 4 000 personnes écrivirent à l’Association professionnelle des avocats du Japon demandant que l’on sanctionne ces avocats. Ceux-ci intentèrent un procès contre Hashimoto. En première instance et en appel, il fut condamné à dédommager les plaignants.

## Idées et principes politiques
Toru Hashimoto est un homme politique populiste médiatique, qui aime à se présenter comme un homme du peuple à la parole libre, partisan du changement rencontrant l'opposition des fonctionnaires et des hommes politiques professionnels. En cela, il suit le modèle de Shintarō Ishihara, le gouverneur de Tokyo, ou de Hideo Higashikokubaru (en), l'ancien gouverneur de la Préfecture de Miyazaki. On l’a également comparé à Junichiro Koizumi et Ichiro Ozawa pour sa capacité charismatique à rassembler autour de lui, en dehors des structures politiques préexistantes, un groupe de fidèles prêts à défendre ses objectifs. Toru Hashimoto maîtrise les codes de la communication télévisuelle et des mass media; il est aussi un des hommes politiques japonais les plus actifs sur Twitter, au point de risquer d'enfreindre la loi électorale. Toru Hashimoto est un adepte de la "politique du parler haut".
Hashimoto est un fervent partisan de la décentralisation du Japon et de sa réorganisation. Il souhaiterait constituer un grand bloc autonome du Kansai, qui regrouperait toutes les préfectures et grandes villes indépendantes qui y existent actuellement.
Toru Hashimoto a été vivement critiqué en mai 2013 après des déclarations controversées sur les "femmes de réconfort" de la Seconde Guerre mondiale et sur l'usage de la prostitution par les armées en général. On lui a ainsi reproché son manque de respect pour les femmes et pour l'égalité des genres, une attitude qui expliquerait la faible participation des femmes dans son parti et un manque d'attrait parmi les électrices.

## Élection de 2008
À la suite de la décision surprise de Fusae Ohta de ne pas se présenter pour un troisième mandat à la tête de la préfecture, les différents groupes politiques d’Osaka s’agitèrent pour trouver et présenter des candidats. Après son refus initial et des tergiversations, Hashimoto accepta l’offre et le soutien du Parti Libéral-Démocrate et du Nouveau Komeito.
Aidé par sa notoriété télévisuelle, son dynamisme et son allant, ainsi que par ses contacts avec le monde des affaires, Hashimoto remporta une victoire éclatante, avec presque le double des voix du second à l’élection, Sadatoshi Kumagai, soutenu lui par le Parti Démocrate du Japon.
À 38 ans, il était alors le plus jeune gouverneur de préfecture du Japon.

## Réalisations politiques à la tête de la Préfecture

### Politique budgétaire
La Préfecture d’Osaka, en 2009, avait accumulé plus de 5 000 milliards de yens de dettes. En 2008, après avoir déclaré l'état d'urgence, Hashimoto a réussi à faire 110 milliards d’économie.
Certaines de ces coupes budgétaires firent beaucoup parler d’elles, parce qu’elles s’attaquaient à des organisations de défense des droits de l’homme (menace de suppression puis déménagement de l’association Human Rights Osaka loin du centre d’Osaka), à des organisations féministes (le Dawn Center Osaka) ou à des associations d’aide aux burakumin. Les bibliothèques publiques de la Préfecture furent aussi affectées par l’austérité budgétaire.
Entre 2008 et 2017, le nombre de fonctionnaires employés par la préfecture est passé de 10.298 à 7.855; de même, l’assemblée régionale est passée de 109 sièges à 88.
En bout de compte, sous le gouverneur Hashimoto, la situation budgétaire de la préfecture ne s'est pas améliorée, puisque, en novembre 2011, sa dette totale a dépassé de peu les 6 000 milliards de yens. En 2016, le remboursement de la dette représente 18,4 % de ses rentrées.

### Politique de l’éducation
Toru Hashimoto a cherché à améliorer les écoles de la Préfecture d’Osaka et à renforcer le contrôle politique local sur celles-ci. Son parti (Osaka Ishin no Kai,”Le Groupe pour la Restauration d’Osaka”) a fait passer deux ordonnances destinées l’une à ce que le gouverneur de la Préfecture puisse orienter la politique de l’éducation, autrefois dirigée par un Comité ad hoc en théorie politiquement neutre et influencé par le gouvernement central de Tokyo, et l’autre à ce que les professeurs soient régulièrement évalués afin que les mauvais éléments puissent être écartés. Les critiques de Hashimoto estiment que l’association de ces deux mesures peut être dangereuse en ce qu’elles pourraient mener à orienter idéologiquement l’éducation en jugeant les professeurs non sur leurs capacités pédagogiques, mais sur leur soumission au pouvoir politique. En particulier, le gouverneur Hashimoto a imposé le salut au drapeau national et l’exécution de l’hymne national (le kimigayo), ce que certains professeurs refusent de faire au nom du droit à la liberté d'opinion et d’expression.
Toru Hashimoto et son parti ont aussi déclaré qu’il fallait que la compétition joue entre les écoles en donnant de l’autonomie aux chefs d’établissement, éventuellement recrutés dans le secteur privé. Ils souhaitent également que les parents puissent choisir librement l’école de leurs enfants, sans que l’on tienne compte, comme actuellement, de leur adresse. Les bonnes écoles seraient doublement récompensées, par l’augmentation de leurs effectifs et par l’octroi de primes.

### Le problème des aéroports
Alors que l’Aéroport International du Kansai (KIX) souffre de sous-utilisation et est en déficit, l’aéroport d’Itami est bénéficiaire. Cela s’explique en grande partie par la localisation des deux structures ; Itami, situé entre les Préfectures d’Osaka et de Hyogo, est relativement facile d’accès alors qu’aller au KIX, construit sur une île artificielle, exige du temps. Toutefois, il est certain que l’aéroport d’Itami représente actuellement un danger comme il se trouve en plein milieu urbain.
Face à ces problèmes de sécurité et au déficit croissant du KIX, le gouverneur Hashimoto a proposé de fermer l’aéroport d’Itami. Cette idée a rencontré la vive opposition de Toshizo Ido, le gouverneur de la Préfecture de Hyogo, et ne pourrait de toute façon être implémentée sans l’aval du gouvernement national.
En 2013, les discussions étaient toujours en cours. Le 14 avril 2013, un candidat de Nippon Ishin no Kai, soutenu par Toru Hashimoto, a perdu l'élection à la mairie d'Itami, ce qui est sans doute un signe de la force de l'opposition locale aux projets de Toru Hashimoto.
En avril 2013, Toru Hashimoto a suggéré que l'aéroport international du Kansai (KIX) pourrait accueillir un complexe de casinos, et son parti, la Nippon Ishin no Kai, souhaite déposer un projet de loi pour légaliser les casinos au Japon.

### Échec: déménagement de l’administration de la Préfecture
Dans un souci de réorganisation et de rationalisation, Toru Hashimoto souhaitait transférer toute l’administration de la Préfecture d’Osaka de ses bureaux au centre d’Osaka vers le World Trace Center, un nouveau et grand bâtiment situé dans la baie d’Osaka, en grande partie inoccupé. Cette initiative était appuyée par l’administration municipale d’Osaka, les milieux d’affaires du Kansai et le gouvernement central du Japon, mais elle fut rejetée par l’Assemblée des représentants de la Préfecture.

## Démission à la Préfecture et élection à la Mairie
Toru Hashimoto a décidé de ne pas finir son mandat de quatre ans à la tête de la Préfecture d’Osaka et il a démissionné le 22 octobre 2011. Il a annoncé sa candidature à l’élection pour la mairie d’Osaka, contre le maire sortant, Kunio Hiramatsu. Ces deux personnalités s’opposent sur la nécessité et les modalités de la réorganisation politique de la région d’Osaka, Hashimoto plaidant pour une fusion de la ville de Sakai, de la ville d'Osaka et de la préfecture d'Osaka, qui créerait une "Métropole d'Osaka", sur le modèle des institutions de Tokyo.
Les deux élections, à la préfecture et à la ville, se sont tenues simultanément le 27 novembre 2011. Toru Hashimoto a été élu Maire d'Osaka et Ichiro Matsui, le candidat du "Ishin no kai", le parti de Toru Hashimoto, a été élu à la tête de la Préfecture, tous les deux avec une avance confortable sur leurs opposants. Toru Hashimoto a reçu 750 813 votes alors que Kunio Hiramatsu n'a été choisi que par 522 641 électeurs, le taux de participation était de 60,92 %, le plus haut taux depuis 1971. D'après les sondages, 70 % des électeurs entre 20 et 40 ans ont voté pour Hashimoto.

## Maire d'Osaka
Toru Hashimoto a commencé son mandat à la mairie d'Osaka le 19 décembre 2011. Il s'est immédiatement rendu à Tokyo pour y rencontrer des hommes politiques nationaux importants afin de leur présenter son projet de fusion de la Préfecture et de la Ville d'Osaka. L'ampleur de son succès électoral fait qu'on a promis de considérer avec attention ses plans.
À Osaka-même, Hashimoto a pris ses fonctions en examinant les coupes à faire dans le budget, particulièrement dans l'octroi d'aides sociales et de subvention à diverses organisations (dont la Bunraku Kyokai), et en étudiant la rationalisation à mener de l'administration. Certains employés vont devoir accepter une réduction de salaire. Hashimoto a également annoncé vouloir s'attaquer aux syndicats de fonctionnaires et surveiller les activités politiques des employés. On a comparé cet aspect de son administration au maccarthysme. En mars 2013, la Commission du Droit du Travail de la Préfecture d'Osaka a déclaré illégal un questionnaire sur les activités politiques des employés de la ville. Toru Hashimoto a aussi pris des mesures afin que les fonctionnaires et professeurs de la ville montrent leur respect au drapeau national, le hinomaru.
Par ailleurs, à la suite de l'accident nucléaire de Fukushima, Toru Hashimoto s'est plusieurs fois exprimé contre l'emploi civil de l'énergie nucléaire. Comme la ville d'Osaka est l'actionnaire le plus important de KEPCO, Hashimoto compte utiliser cette position pour exprimer son opinion et influer sur les activités de l'entreprise, propriétaire de plusieurs centrales nucléaires dans la Préfecture de Fukui.
Toru Hashimoto a rencontré l'opposition de certains habitants d'Osaka contre son projet d'accueillir des déchets du tsunami du 11 mars 2011 depuis la Préfecture d'Iwate afin de les incinérer, mais il est passé outre. Toru Hashimoto défend son projet au nom de la solidarité nationale et de son utilité pour les fondations d'une île artificielle; ses opposants affirment que son financement n'est pas clair et qu'il n'est pas assuré que les fumées ne contiennent pas de substance radioactive.
Toru Hashimoto souhaite privatiser le métro d'Osaka.

### Le projet de métropole d'Osaka
Toru Hashimoto propose, sur le modèle de Tokyo, d'abolir l'unité administrative de la ville d'Osaka pour la diviser en 5 ou 7 arrondissements chargés de la gestion quotidienne alors que le reste de ses prérogatives serait transféré au niveau supérieur de la Métropole d'Osaka, nouveau visage de la Préfecture d'Osaka.
Le projet est critiqué pour son coût et pour l'imprécision qui règne sur la division en arrondissements; pour qu'il se réalise, il est aussi nécessaire que la ville de Sakai se joigne à la réforme. Or, le maire de cette ville, Osami Takeyama, a organisé en août 2013 une coalition de maires de la Préfecture opposés au projet de Métropole. Sa réélection à la mairie de Sakai le 29 septembre 2013, face à un candidat choisi par Toru Hashimoto, marque une défaite politique pour le maire d'Osaka.

### Politique de l'éducation dans la ville d'Osaka
En tant que maire d'Osaka, Toru Hashimoto a essayé d'appliquer les mêmes principes que dans la Préfecture. Il a donc promu le recrutement de directeurs d'école issus du secteur privé, mais cela ne s'est pas fait sans problème ni difficulté pour trouver des candidats compétents.
En janvier 2013, Toru Hashimoto fit supprimer la section "Sports" du lycée Sakuranomiya après le suicide d'un adolescent victime de punitions corporelles par son entraîneur de basket ball. Cela n'alla pas sans conflit avec le Conseil de l'Éducation de la ville.
Après une série de crimes commis par des mineurs à Osaka, Toru Hashimoto a décidé de rétablir la semaine de six jours dans les écoles primaires d'Osaka, un horaire abandonné au Japon dix ans auparavant.

## Démission et réélection à la mairie d'Osaka
Le 1er février 2014, Toru Hashimoto a annoncé sa décision de démissionner de son poste de maire d'Osaka et de se représenter à l'élection qui va suivre. Le 31 janvier, une assemblée conjointe du Parlement de la Préfecture d'Osaka et du Conseil communal de la Ville d'Osaka avait rejeté un de ses projets visant à unir les deux entités, Hashimoto n'ayant pas réussi à obtenir l'appui de Nouveau Komeito, son partenaire politique habituel à Osaka,. Organiser l'élection aurait coûté 600 millions de yens.

## Politique au niveau national
Poussé par son succès à Osaka, Toru Hashimoto a voulu jouer un rôle au niveau national, en plaidant initialement pour la participation du Japon au traité multilatéral de libre-échange TPP (Trans-Pacific Strategic Economic Partnership), pour le renforcement de l'alliance militaire entre le Japon et les États-Unis, pour accroitre le pouvoir des préfectures et pour l'abandon de l'utilisation de l'énergie nucléaire au Japon en 2030 (tout en continuant à exporter le savoir-faire et les investissements nippons en ce secteur). Dans le programme du parti, on trouvait aussi l'affirmation du droit à l'auto-défense nationale, l'élection du premier ministre au suffrage universel, la fin de l'hébergement d'armées étrangères pour 2045, une réduction de moitié du nombre des membres de la Chambre ainsi que d'autres mesures administratives et sociales. Afin de former ses futurs candidats, le parti a créé sa propre école: le Ishin Seiji-juku.
À la recherche d'alliances politiques, Toru Hashimoto s'est rapproché en août 2012 de Shinzō Abe, avec qui il partage une conception révisionniste de l'histoire des femmes de confort de la Seconde Guerre Mondiale. En avril 2013, Toru Hashimoto a aussi essayé de nouer une alliance avec une figure politique d'Okinawa, Mikio Shimoji. Suivant une suggestion de celui-ci, le 3 juin 2013, Toru Hashimoto a suggéré, sans concertation avec le maire de la ville, que l'aéroport de Yao serve aux exercices des Ospreys de l'armée américaine, qui se déroulent actuellement à Okinawa.
Le 12 septembre 2012 vit les débuts officiels du parti national de Toru Hashimoto, l'Association pour le Relèvement du Japon (日本維新の会 Nippon Ishin no Kai). Plusieurs parlementaires nationaux ont quitté leurs partis et rejoint la Nippon Ishin no Kai, ce qui permit à l'association d'être officiellement reconnue, le 28 septembre, par le Ministère des Affaires Intérieures comme Parti National.
Le 17 novembre 2012, après beaucoup d’hésitations affichées publiquement et malgré de sérieuses divergences politiques, le parti de Toru Hashimoto, Ishin no Kai, a officiellement absorbé le parti nouvellement créé de Shintaro Ishihara, le Taiyo no To (Parti de l'Aube) ; les deux personnalités politiques espéraient que leur alliance leur permettrait de remporter les élections nationales du 16 décembre 2012. Dans son programme électoral, publié le 29 novembre 2012, il est notamment proposé de changer complètement la constitution du Japon, de réduire l'indépendance de la Bangue du Japon, d'augmenter la taxe sur les héritages et de permettre aux maires et gouverneurs de préfecture d'être élus au Sénat. L'influence de Shintaro Ishihara est nettement marquée, tandis que Toru Hashimoto a adouci plusieurs des propositions initiales de son parti, par exemple sur le TPP (Trans-Pacific Strategic Economic Partnership) ou la réforme du parlement.
Le 16 décembre, le parti de Toru Hashimoto a remporté 54 sièges et est devenu le troisième parti de la Chambre, un résultat honorable mais en deçà de ce que la popularité de Hashimoto et Ishihara avait laissé présager. Au lendemain du scrutin, la position qu'allait adopter le parti vis-à-vis du gouvernement de Shinzo Abe n'était pas claire, comme ses dirigeants faisaient des déclarations contradictoires.
En mai 2013, les déclarations de Toru Hashimoto sur les femmes de confort ont poussé Yoshimi Watanabe, président de Votre Parti, à rompre les projets d'alliance entre son parti et l'Association pour la restauration du Japon. Ces déclarations auraient aussi contribué à la sévère défaite de l'Association pour la restauration du Japon à l'élection métropolitaine de Tokyo du 23 juin 2013.
En juin 2013, le parti de Toru Hashimoto réfléchit à un projet de loi qui permettrait aux maires de grandes villes d'être membres du Sénat japonais sans devoir abandonner leur charge locale, comme c'est actuellement le cas.
Le 21 juillet 2013, l'Association pour la restauration du Japon n'a emporté que 8 sièges à l'élection du Sénat ; ce résultat décevant est en partie attribuable aux critiques qui ont suivi les déclarations de Toru Hashimoto sur les femmes de confort. Néanmoins, les élus du parti ont demandé à celui-ci de rester à la tête de l'Association pour la restauration du Japon, même s'il a affirmé vouloir recentrer son attention sur Osaka et sa région, dans l'optique de l'élection maïorale de Sakai en septembre 2013 et d'un référendum sur la métropole d'Osaka à l'automne.

## Référendum et annonce de retrait de la vie politique
Le 17 mai 2015, après avoir appris sa défaite lors du référendum sur le projet de métropole d'Osaka, Toru Hashimoto a annoncé qu'il allait finir son mandat de maire en décembre 2015 et puis arrêter la politique. La victoire du "non" sur le "oui" a été étroite (705.585 votes "non" pour 694,844 votes "oui"), mais Toru Hashimoto avait fait de la consultation populaire une bataille personnelle et avait promis de s'en aller s'il ne réussissait pas à convaincre la population d'Osaka qu'il fallait réorganiser et réduire les divisions administratives de la ville et de la préfecture d'Osaka.

## Retour à la télévision
TV Asahi a annoncé en février 2016 que Toru Hashimoto allait animer un programme tous les lundis soir sur cette chaîne à partir d'avril 2016.